# Eckhart Pilick
Eckhart Pilick (* 1937 in Köln) ist ein deutscher Autor.

## Leben
Nach dem Abitur am Leonardo-da-Vinci-Gymnasium Köln-Nippes und dem Wehrdienst bei der Bundeswehr in Bremen studierte er von 1959 bis 1967 Philosophie, Literatur- und Theaterwissenschaft, Afrikanistik und Sinologie u. a. an den Universitäten Hamburg und Köln. Er war von 1959 bis 1966 Redakteur der Kölner Studentenzeitung „perspektiven“. Nach Studienaufenthalten in London, Paris und Stockholm war er von 1968 bis 1969 Lektor für deutsche Sprache bei der Folkuniversitetet in Schweden. Danach erfolgte 1969 die Promotion in Köln.

## Religion
Von 1970 bis 2000 war Pilick als Landesprediger der Freireligiösen Landesgemeinde Baden tätig. Neben Seelsorge und Vortragstätigkeit in den Gemeinden Freiburg, Heidelberg, Heilbronn, Karlsruhe, Konstanz, Lörrach, Mannheim, Pforzheim und Tübingen war Pilick für Trauerfeiern, Taufen und Trauungen zuständig. Ab 1973 war er Lehrbeauftragter für Freireligiöse Religionslehre an den Pädagogischen Hochschulen Heidelberg und Karlsruhe. 
Während seiner Zeit als Prediger und Dozent war Pilick zusätzlich  von 1973 bis 2000 (Chef-)Redakteur der Monatsschrift für religiöse Selbstbestimmung Freie Religion (später: Wege ohne Dogma). Er hielt Rundfunkreden im BR, SDR, SWF und WDR und war Mitarbeiter (zeitweise Vorstandsmitglied) in der IARF/International Association for Religious Freedom (Weltbund für religiöse Freiheit) sowie Vorträge auf den IARF-Kongressen in Montreal (1974), Oxford (1983) und Hamburg (1990), daneben auch in der Evangelischen Akademie Bad Boll. Von 1976 bis 1980 war er Vertreter der IHEU (International Humanistic and Ethical Union, NGO) beim Europarat in Straßburg und 1983 Minister in Residence an der Meadville-Lombard Theological School in Chicago.
Pilick vertrat einen kritischen Pantheismus und pflegte Kontakte zu den IARF-Mitgliedsorganisationen, insbesondere zu Risshō Kōseikai und Konkōkyō in Japan, dem Bund für Freies Christentum sowie zu den Unitariern in Rumänien und Ungarn und der USA.

## Weitere Tätigkeiten
- Patron von Child Haven International.[4]
- Redakteur und Autor (unter mehreren Pseudonymen und einem Heteronym) des „Intelligenz- und Provinzblatt für Durlach“ (IPD) 1992–2005.[5]

## Veröffentlichungen
- Beiträge im Lexikon des freien Denkens, in der Encyclopédie philosophique universelle (Paris 1992) und in Badische Biographien, Band VII (2020).
- Hrsg.: Freiheit und Bindung. Festschrift für Heinz Schlötermann. Meisenheim am Gl., Anton Hein Verlag 1973. ISBN 978-3-445-11039-8.
- Hrsg. (mit Simon Moser): Gottesbilder heute. Zur Gottesproblematik in der säkularisierten Gesellschaft der Gegenwart. Königstein/Ts., Hanstein Verlag 1979. ISBN 3-7756-1401-X.
- Hrsg. : Gervinus. Die Mission der Deutschkatholiken. Mannheim 1982. ISBN 978-3-920347-19-6.
- Grundsätze freireligiöser Ethik. In Wege ohne Dogma, Ludwigshafen 1990. ISBN 3-924918-01-5.
- Hrsg.: (mit Rudolf Mutter): Arthur Drews und Eduard von Hartmann. Philosophischer Briefwechsel. Mit einer Einführung von Eckhart Pilick. Rohrbach 1995. ISBN 978-3-930760-10-7.
- Protestantismus außerhalb der Kirche. In Maaß, Hans (Hrsg.): Leben im Dialog. Festschrift für Eugen Engelsberger. Karlsruhe 1996.
- Hrsg. und Autor: Lexikon freireligiöser Personen. (Mit 52 eigenen Beiträgen.) Rohrbach o. J. (1997). ISBN 3-930760-11-8.
- Religiöse Opposition im Vormärz. Deutschkatholiken u. Lichtfreunde. FVF Jahrbuch Forum Vormärz Forschung. Jg. 4. 1998. ISBN 3-89528-219-7.
- Hrsg.: Robert Kehl. Kirchenreform und Vergangenheitsbewältigung. Der Wandel im religiösen Denken Bd.I. Rohrbach 1999. ISBN 978-3-00-002393-4.
- Der Liebe Gott war eine Frau. Geschlechtswandel der Götter. bfg Fürth 2001.
- Hrsg.: Robert Kehl: Die Religion des modernen Menschen. Der Wandel im religiösen Denken Bd.II. Frankfurt/M. 2001. ISBN 978-3-8301-0163-5.
- Hrsg.(mit Pia Oberacker): Robert Kehl: Heiden oder Christen – der Glaube großer Denker, Dichter und Musiker. Mit einem Essay über Johann Peter Hebel von Franz Littmann. Der Wandel im religiösen Denken Bd. III. Rohrbach 2003. ISBN 978-3-930760-40-4.
- Hrsg. „Mein Kopf ist voll Hass und Rache!“ Unbekannte Briefe aus dem Jahr 1848 von Adelbert von Bornstedt aus dem Zuchthaus Bruchsal. Herausgegeben, mit einer Einführung und einem Kommentar versehen von Eckhart Pilick. Rohrbach 2004. ISBN 978-3-930760-34-3.
- Bewußtsein des Unendlichen. Feuerbachs Religionskritik und die freie Religion. Rohrbach 2005. ISBN 3-930760-61-4.
- Von Amaurotum zum Taub-Universum. Utopien gestern und heute. In: Utopien zwischen Anspruch und Wirklichkeit. Perspektiven utopischen Denkens. Schriftenreihe der Freien Akademie Band 26. Bernau 2006.
- Zwischen Theorie und Glauben. Disparate Tendenzen im Monismus. In: E. Lenz/V. Müller (Hrsg.), Darwin, Haeckel und die Folgen. Monismus in Vergangenheit und Gegenwart. Neustadt a. R. 2006.
- Jenseits des Horizonts. Neue Reihe zur aktuellen Kunst Band 36. Hrsg. Ewald Gäßler. Oldenburg 2006. ISBN 978-3-89995-328-2.
- Heiliger Einklang aller Wesen : Schellings Naturphilosophie im Spiegel der Dichtkunst E. Th. A. Hoffmanns. Rohrbach 2013. ISBN 978-3-930760-69-5.
- Johannes Ronge. Vier Abhandlungen mit zeitgenössischen Illustrationen und ungedruckten Briefen Ronges. Rohrbach 2014. ISBN 978-3-930760-80-0.
- Werners Seemannsgarn. Mit Bildern von Max-Peter Näher. Rohrbach 2013. ISBN 978-3-930760-70-1.
- Mit Flügeln aus Wachs: Joachim Hein Koch. Eine biografische Skizze. In: Exil. Forschung-Erkenntnisse-Ergebnisse. Nr. 1/2015. Frankfurt am Main 2015.
- Vom Verehrer zum Verleger. Arno Schmidt und die Durlacher Presse. In: Bargfelder Bote. Materialien zum Werk Arno Schmidts. edition text + kritik. München (Juni) 2013.
- Konziliation. Robert Blum. In Anke Reuther (Hrsg.). Auf dem Theater des Lebens. bebra Wissenschaftverlag Berlin 2011. ISBN 978-3-937233-80-2; 3-937233-80-6.
- Idole. Ein Kaleidoskop freier Religiosität. Neu-Isenburg 2019. ISBN 978-3-943624-45-8.
- Serendipity. Neu-Isenburg 2025. ISBN 978-3-943624-93-9.